# Chursatil
Chursatil (ros. Хурсатиль) – wieś w Rosji, w Dagestanie, w rejonie chiwskim. W 2010 liczyła 43 mieszkańców, głównie Tabasaranów.